# Doreen Wilber
Doreen Viola Wilber (* 8. Januar 1930 in Jefferson, Iowa als Doreen Viola Hansen; † 19. Oktober 2008 ebenda) war eine US-amerikanische Bogenschützin und Olympiasiegerin.
Von Mitte der 1960er bis Mitte der 1970er Jahre war sie eine der besten Bogenschützinnen. Sie nahm unter anderem an den Olympischen Spielen 1972 in München teil. Dort gewann sie die Goldmedaille im Einzelwettbewerb. Weiterhin konnte sie in ihrer aktiven Zeit fünf amerikanische Meisterschaften, davon eine im Feldbogen, gewinnen.
Im Jahre 1986 wurde sie in die Archery Hall of Fame aufgenommen.